# Znamjanka (obwód odeski)
Znamjanka (ukr. Знам'янка, do 2016 Czerwonoznamjanka, ukr. Червонознам'янка) – wieś na Ukrainie, w obwodzie odeskim, w rejonie berezowskim, siedziba hromady. W 2017 liczyła 3716 mieszkańców.